# Jon Tena Martínez
Jon Tena Martínez (Irún, Guipúzcoa; 21 de febrero de 1993) es un futbolista español que juega en la demarcación de guardameta en el Barakaldo Club de Futbol de la Tercera Federación.

## Biografía
Empezó a formarse como futbolista en las categorías inferiores de la Real Sociedad, y posteriormente en el segundo equipo, jugando en la Segunda B. Durante su instancia en la Real Sociedad coincidió con el primer equipo en los entrenamientos. Tres años después fue cedido al Real Union Club, donde disputó varios partidos. En la temporada 2017 pasa a ser jugador de la SD Amorebieta en la que está dos temporadas. En la temporada 2018-19 fue fichado por el club Afturelding, donde disputó dos temporada en la 1. deild karla, la segunda división del fútbol en Islandia.
En 2021 llegó al Barakaldo CF en la Tercera Federación, debutando el 20 de noviembre de 2021 frente al Aurrera Kirol Elkartea con empate a cero. En la competición solo permitió 6 goles en 21 partidos.

## Estadísticas

### Clubes
| Club                          | País     | Año       |
| ----------------------------- | -------- | --------- |
| Real Sociedad de Fútbol "B"   | España   | 2010-2014 |
| Real Union Club               | España   | 2014-2017 |
| Sociedad Deportiva Amorebieta | España   | 2017-2019 |
| Afturelding                   | Islandia | 2018-2020 |
| Barakaldo CF                  | España   | 2021-     |

### Resumen estadístico
| Categoría                    | Partidos | Goles |
| ---------------------------- | -------- | ----- |
| 1. deild karla               | 29       | 40    |
| Segunda División B de España | 89       | 109   |
| Tercera Federación           | 41       | 24    |
| Copa Federación              | 5        | 3     |
| Copa de Islandia             | 2        | 6     |
| Total en su carrera          | 166      | 182   |